# Divine Nanami
Divine Nanami (神様はじめました, Kamisama Hajimemashita) est un shōjo manga écrit et illustré par Julietta Suzuki. Il est prépublié du 20 février 2008 au 20 mai 2016 dans le magazine Hana to yume de l'éditeur Hakusensha, et a été compilé en vingt-cinq tomes. La version française est publiée en intégralité par Delcourt depuis juin 2011.
Une adaptation en série télévisée d'animation de treize épisodes produite par TMS Entertainment a été diffusée entre octobre et décembre 2012 au Japon. Une seconde saison de 12 épisodes a été diffusée entre janvier 2015 et mars 2015.

## Synopsis
Le père de Nanami Momozono a un faible pour les jeux d'argent, ce qui les fait vivre dans la misère. Un jour, son père s'enfuit de la maison et l'abandonne en laissant derrière lui ses dettes. Ne pouvant payer le loyer, Nanami est expulsée de son appartement. Elle erre alors dans les rues jusqu'à ce qu'elle fasse la rencontre d'un homme étrange, qui lui donne sa maison après avoir écouté son histoire. Il part après l'avoir embrassé sur le front. Lorsqu'elle se rend à l'adresse qu'il lui a indiquée, Nanami se rend compte que la maison est en réalité un temple, où vivent des esprits, dont un garçon avec des oreilles et une queue-de-renard. Elle apprend qu'en l'embrassant, l'homme a fait d'elle le nouveau dieu de la Terre et elle devra faire face à de nombreuses situations pour garder sa place en tant que divinité !

## Personnages

### Personnages principaux
Momozono Nanami (桃園 奈々生)
Seiyū : Suzuko Mimori
Momozono Nanami est une très belle lycéenne pauvre : son père adorant les jeux d'argents, ils sont criblés de dettes. Lorsque celui-ci s'enfuit en la laissant toute seule, Nanami est expulsée de son appartement. Elle fait la rencontre d'un homme mystérieux, Mikage, qui lui donne sa maison (en réalité un temple où vivent des esprits) et lui laisse une marque sur son front. Nanami découvre que cette marque est celle de la divinité et qu'elle est devenue le nouveau dieu de la Terre. C'est une jeune fille courageuse qui n'hésite pas à remettre Tomoe, son familier, à sa place en découvrant qu'elle peut le contrôler avec des mots. Elle est amoureuse de Tomoe.
Tomoe (巴衛)
Seiyū : Shinnosuke Tachibana
Tomoe est un bake-kitsune, Il était un renard sauvage avant de devenir le messager de Mikage, 500 ans auparavant. Après la disparition de Mikage, il s'occupa seul du temple jusqu'à ce que, 20 ans plus tard, Nanami arrive en portant la marque de Mikage sur son front, montrant qu'elle est la nouvelle divinité. Au début, il n'accepte pas Nanami et part dans le royaume des esprits pour profiter de sa liberté. Il reviendra sur Terre pour la sauver et deviendra son messager/familier après qu'elle l'aura embrassé de force (car quand un dieu embrasse un esprit, celui-ci devient son messager). Par la suite, il devient proche de Nanami et n'accepte pas que quelqu'un lui fasse du mal. Au fil du temps, il se rend compte qu'il aime réellement Nanami et qu'il est tombé amoureux d'elle.

### Personnages secondaires
Mikage (ミカゲ)
Seiyū : Akira Ishida
Mikage est un homme mystérieux. Il était autrefois le dieu de la Terre du sanctuaire mais l'a quitté, vingt ans auparavant, pour des raisons inconnues. Il rencontre Nanami un soir, alors qu'elle est sans-abri, et lui donne la marque de divinité en l'embrassant sur son front, disant qu'elle est mieux adaptée pour ce rôle que lui. Il a les cheveux blonds et porte un trench-coat et un chapeau. Par la suite, il observe Nanami tandis qu'elle apprend à être une divinité.
Shinjirō Kurama (鞍馬)
Seiyū : Daisuke Kishio
Shinjirō Kurama est une idole très populaire qui a la particularité d'être un «ange déchu», avec un maquillage gothique et une attitude de mauvais garçon. C'est en réalité un Tengu qui veut d'abord devenir le dieu de la Terre en mangeant le cœur de Nanami. Après avoir été attaqué par Tomoe (mais que Nanami arrête à temps), il renonce à ce "régime" et la considère comme une amie, ce qui permet à Nanami de rester dans son appartement quand elle perdit temporairement sa divinité. Il a une aversion persistante pour Tomoe et les deux ont tendance à s'insulter à chaque fois qu'ils se rencontrent. Il a quitté la montagne Kurama il y a 17 ans et a vécu dans le monde humain depuis.
Mizuki (瑞希)
Seiyū : Nobuhiko Okamoto
Mizuki est un serpent blanc solitaire, familier du sanctuaire abandonné Yonomori. Alors que Mizuki est sous sa forme de serpent, Nanami le sauve de ses camarades de classe cruels en le libérant par la fenêtre. Il tombe alors amoureux d'elle et l'enlève peu de temps après, avec l'intention de l'épouser. Tomoe vole au secours de Nanami, mais celle-ci prend pitié de Mizuki et promet de lui rendre visite. Mizuki deviendra plus tard le second familier de Nanami. Il est doué pour faire du sake.
Onikiri et Kotetsu (鬼切et虎徹)
Seiyū : Natsuyo Atarashi (Onikiri) et Chika Ōkubo (Kotetsu)
Ce sont deux petits "agents" du sanctuaire. Ils ont une allure enfantine et portent des masques. Dévoués, ils sont toujours prêts à répondre aux demandes de Nanami.
Narukami (鳴神)
Seiyū : Kumiko Yokote (Hyo-sei)
Narukami est une déesse du ciel très égoïste qui a un béguin non réciproque pour Tomoe. Quand elle apprend que Tomoe est devenu le familier de Nanami, elle vole la marque de Nanami et rétrécit Tomoe, qui prend la forme d'un enfant de 5 ans, à l'aide d'un marteau magique. Elle prend le contrôle du sanctuaire pendant une courte période et est très exigeante avec Onikiri et Kotetsu, les agents du sanctuaire. Elle prend un plaisir sadique à abuser de ses familiers.
Numa-no-Himemiko (沼皇女)
Seiyū : Yui Horie
Numa-no-Himemiko (ou Himemiko) est un poisson-chat qui est devenu une divinité du marais. Elle vit dans un palais sous son marais, avec sa suite de nombreux poissons. Il y a dix ans, elle est tombée amoureuse d'un jeune garçon, Kotaro Urashima. Elle va à la rencontre de Nanami pour lui demander d'exaucer son vœu : renouer avec ce garçon une fois de plus. À titre de remboursement, lorsque Nanami lui rend visite dans son palais, elle lui permet de porter un de ses kimonos luxuriants. Elle devient amie avec Nanami.
Ryūō-Sukuna (龍王・宿儺)
Seiyū : Daisuke Namikawa
Le seigneur Dragon des mers veut se venger de Tomoe qui a lui a arraché l'œil droit et attaqué la porte Nord de son château. En effet, les yeux du seigneur Dragon sont connus comme un élixir de longévité, et on raconte qu'ils donnent un grand pouvoir à celui qui les mange. Il retrouve Tomoe après que celui-ci soit entré dans la mer pour sauver une fille de la noyade. Bien qu'agressif et capricieux, il a peur de la colère de sa femme, qui désapprouve ses combats (affirmant qu'ils gâchent son beau visage). Il est obligé de renoncer à sa rancune contre Tomoe après que sa femme se soit liée d'amitié avec Nanami. Il tient des comptes très précis.
Isobe
Isobe est un camarade de classe de Nanami. Celle-ci ne l'apprécie pas.
Ami Nekota (あみ猫田)
Ami Nekota est une camarade de classe et amie de Nanami. Très timide, elle a un faible pour Kurama.
Mamoru (護)
Mamoru un shikigami singe créé par Nanami pour prouver qu'elle était prête à participer à l'Assemblée Divine à Izumo. Il a généralement la forme d'un petit singe, mais il peut prendre une apparence humaine (celle d'un enfant) pour avertir Nanami du danger. Grâce à lui, Nanami crée des barrières de protection.
Akura-ō (悪羅王)
Akura-ō (ou "roi-démon") est un démon puissant avec un corps immortel. Il semait le chaos sur la Terre avec Tomoe, qu'il considère comme son égal. Un jour, Tomoe et lui se sont disputés et les dieux d'Izumo en ont profité pour le sceller dans la montagne de feu, située dans le monde souterrain. Après avoir été enfermé, il tombe sur Mori Kirihito qui lui propose son corps, et, grâce à lui, il retrouve sa liberté. Il cherche constamment un moyen de récupérer son corps perdu et il semble qu'il a éprouvé des sentiments pour Nanami lorsqu'elle s'était sauvée dans le monde souterrain.
Mori Kirihito
Mori Kirihito est un jeune garçon qui a été pris dans une avalanche et enseveli sous la neige. Il meurt après plusieurs jours de lutte pour survivre. En rencontrant l'âme du Roi-démon, il lui demande de prendre son corps pour s'excuser auprès sa mère, parce qu'il avait eu un conflit avec elle juste avant sa mort. Le roi-démon accepte de lui rendre ce service par ennui de rester dans l'obscurité, et dans l'espoir de pouvoir récupérer son propre corps.
Boule de poils
Sous-fifre d'Akura-ō, il espère constamment attirer l'attention de celui-ci ; c'est pourquoi il est jaloux de Tomoe, camarade du roi-démon. À la suite du rejet de son maître, il prend le corps de Sukeroku et se fait appeler Yatori. Sous sa nouvelle forme, il aide le roi-démon à récupérer son corps.
Sukeroku
Sukeroku, aussi connu comme Suke, est un habitant et un garde du village de Yukiji. Il devient plus tard un serviteur de Yukiji.
Yukiji (雪路)
Yukiji était l'amante de Tomoe, 500 ans auparavant. Son village a été détruit lors d'une attaque lancée par le roi-démon et son camarade, Tomoe. De santé fragile, elle ne put donner naissance à sa fille que grâce à l'aide de Tomoe.
Botanmaru (牡丹丸)
Jeune tengu de sept ans, il part à la recherche de Kurama pour sauver la Montagne. Tout comme Kurama en son temps, il a été souvent et sévèrement battu par Jirô en raison de son incapacité à voler. Il prend exemple sur Kurama car il a subi les mêmes épreuves et veut rester fort, refusant de pleurer.
Jirō (二郎)
C'est un tengu qui espère devenir le nouveau maître de la montagne Kurama. Il n'a aucune pitié pour les plus faibles. Cependant, il tombe amoureux de Nanami.
Hiiragi (柊)
Elle est la fille de Yukiji et du seigneur féodal de Koishikawa.
Kamehime (亀姫)
Kamehime est la femme du seigneur Dragon Ryûô-Sukuna. Elle devient amie avec Nanami.

## Manga

### Fiche technique
- Édition japonaise : Hakusensha
  - Nombres de volumes sortis : 25[2]
  - Date de première publication : septembre 2008
  - Prépublication : Hana to yume
- Édition française : Delcourt Tonkam
  - Nombres de volumes sortis : 25[3]
  - Date de première publication : juin 2011
- Autres éditions
  -   Viz Media[4]

## Anime
La production de la série télévisée d'animation est annoncée en juillet 2012 dans le magazine Hana to yume. Elle est produite par le studio TMS Entertainment avec une réalisation de Akitarô Daichi et un design des personnages de Junko Yamanaka. Elle est diffusée sur TV Tokyo du 1er octobre au 24 décembre 2012 à 2h05. Deux OAV sont ensuite sortis le 20 août 2013 avec l'édition limitée du tome 16 du manga.
Une seconde saison, Kamisama Hajimemashita ◎ (神様はじめました◎), est annoncée en août 2014 et est diffusée depuis le 5 janvier 2015.

### Liste des épisodes

#### Saison 1
| No | Titre français                                        | Titre japonais                      | Titre japonais                                 | Date de 1re diffusion |
| No | Titre français                                        | Kanji                               | Rōmaji                                         | Date de 1re diffusion |
| -- | ----------------------------------------------------- | ----------------------------------- | ---------------------------------------------- | --------------------- |
| 01 | Nanami devient une déesse de la Terre                 | 奈々生、神様になる                  | Nanami, Kamisama ni Naru                       | 1er octobre 2012      |
| 02 | La déesse ciblée                                      | 神様、ねらわれる                    | Kamisama, Nerawareru                           | 8 octobre 2012        |
| 03 | Les liens du destin de la Divinité                    | 神様、縁をむすぶ                    | Kamisama, En wo Musubu                         | 15 octobre 2012       |
| 04 | La Divinité est kidnappée                             | 神様、拐かされる                    | Kamisama, Kadowakasareru                       | 22 octobre 2012       |
| 05 | La Divinité perd sa maison                            | 神様、家をうしなう                  | Kamisama, Ie wo Ushinau                        | 29 octobre 2012       |
| 06 | La Divinité a attrapé froid                           | 神様、風邪をひく                    | Kamisama, Kaze o Hiku                          | 5 novembre 2012       |
| 07 | La Divinité a un rendez-vous amoureux                 | 神様、デートに誘う                  | Kamisama, Dēto ni Sasou                        | 12 novembre 2012      |
| 08 | La Divinité va à la plage                             | 神様、海へいく                      | Kamisama, Umi e iku                            | 19 novembre 2012      |
| 09 | La Divinité va au palais du Roi-Dragon                | 神様、竜宮城にいく                  | Kamisama, Ryūgūjō ni iku                       | 26 novembre 2012      |
| 10 | Tomoe devient un familier La Divinité va à une soirée | 巴衛、神使になる 神様、合コンにいく | Tomoe, Shinshi ni naru Kamisama, Goukon ni iku | 3 décembre 2012       |
| 11 | Le familier va en ville                               | 神使、街にでかける                  | Shinshi, Machi ni dekakeru                     | 10 décembre 2012      |
| 12 | Nanami cesse d'être une divinité                      | 奈々生、神様をやめる                | Nanami, Kamisama o Yameru                      | 17 décembre 2012      |
| 13 | Je suis devenue une divinité                          | 神様はじめました                    | Kamisama Hajimemashita                         | 24 décembre 2012      |

#### Saison 2
| No | Titre français                                  | Titre japonais           | Titre japonais                          | Date de 1re diffusion |
| No | Titre français                                  | Kanji                    | Rōmaji                                  | Date de 1re diffusion |
| -- | ----------------------------------------------- | ------------------------ | --------------------------------------- | --------------------- |
| 01 | J'ai recommencé à être une divinité             | 神様またはじめました     | Kamisama mata Hajimemashita             | 5 janvier 2015        |
| 02 | La divinité va à Izumo                          | 神様、出雲へいく         | Kamisama, Izumo e iku                   | 12 janvier 2015       |
| 03 | La divinité tombe dans le monde souterrain      | 神様、黄泉におちる       | Kamisama, yomi ni ochiru                | 26 janvier 2015       |
| 04 | La divinité court à travers le monde souterrain | 神様、黄泉をかける       | Kamisama, yomi o kakeru                 | 2 février 2015        |
| 05 | La divinité fait sa seconde déclaration d'amour | 神様、二度目の告白をする | Kamisama, futatabime no kokuhaku o suru | 9 février 2015        |
| 06 | La divinité rencontre un petit tengu            | 神様、小天狗にあう       | Kamisama, ko tengu ni au                | 16 février 2015       |
| 07 | La divinité va au mont Kurama                   | 神様、鞍馬山へいく       | Kamisama, kuramayama e iku              | 23 février 2015       |
| 08 | La divinité entre furtivement                   | 神様、潜入する           | Kamisama, sen'nyū suru                  | 2 mars 2015           |
| 09 | La divinité est aveuglée                        | 神様、ふいうちをくらう   | Kamisama, fui uchi o kurau              | 9 mars 2015           |
| 10 | La divinité reçoit une déclaration d'amour      | 神様、告白される         | Kamisama, kokuhaku sa reru              | 16 mars 2015          |
| 11 | La divinité redevient une enfant                | 神様、こどもにもどる     | Kamisama, kodomo ni modoru              | 23 mars 2015          |
| 12 | La divinité reçoit une demande en mariage       | 神様、求婚される         | Kamisama, kyūkon sa reru                | 30 mars 2015          |

### Génériques
Saison 1
- Opening : Kamisama Hajimemashita par Hanae
- Ending : Kamisama Onegai par Hanae

Saison 2
- Opening : Kamisama no Kamisama par Hanae
- Ending : Ototoi Oide par Hanae